# Maelström (filme)
Maelström (no Brasil, Redemoinho) é um filme de drama canadense de 2000 dirigido e escrito por Denis Villeneuve. Foi selecionado como representante do Canadá à edição do Oscar 2001, organizada pela Academia de Artes e Ciências Cinematográficas.

## Elenco
- Marie-Josée Croze